# Felix zu Löwenstein-Wertheim-Rosenberg

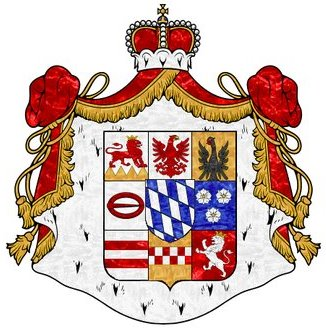
Familienwappen der Fürsten zu Löwenstein-Wertheim-Rosenberg

Felix Joseph Friedrich zu Löwenstein-Wertheim-Rosenberg (* 6. April 1907 in Kleinheubach, Schloss Löwenstein; † 21. Oktober 1986 in München) war ein  Prinz aus dem hochadeligen Haus Löwenstein-Wertheim-Rosenberg, Jesuitenpater und theologischer Autor bzw. Publizist.

## Herkunft
Das Adelsgeschlecht Löwenstein-Wertheim geht zurück auf den Wittelsbacher Friedrich I., den Siegreichen, Kurfürst der Pfalz (1425–1476) sowie dessen Sohn Ludwig. Prinz Felix wurde geboren als eines der neun  Kinder von Aloys Fürst zu Löwenstein-Wertheim-Rosenberg (1871–1952) und seiner Gattin Josephine Gräfin Kinsky von Wchinitz und Tettau (1874–1946). Sein Bruder Franz war ebenfalls Jesuit, der Bruder Karl von 1948 bis 1967 Präsident des Zentralkomitees der deutschen Katholiken.

## Leben
Felix zu Löwenstein-Wertheim-Rosenberg trat in den Jesuitenorden ein. Mit seinem gleichaltrigen Ordensbruder Alfred Delp (hingerichtet 1945) verband ihn eine persönliche Freundschaft. Nach der Priesterweihe entsandte man ihn 1938 in die indische Mission. Dort wirkte Felix zu Löwenstein als Rektor des Jesuitenkollegs Poona, das damals von der süddeutschen Provinz des Ordens geleitet wurde. Bei Ausbruch des Zweiten Weltkriegs internierte man Pater Löwenstein als deutschen Staatsbürger. Er kam zunächst in das Lager Ahmednagar, von dort bis zum Kriegsende nach Dehra Dun. Hier war unter anderem der spätere BASF-Finanzvorstand Rolf Magener sein Mithäftling. Magener floh 1944 unter abenteuerlichen Umständen nach Japan und veröffentlichte darüber das Buch Die Chance war null. Pater Felix zu Löwenstein wurde 1946 aus der Haft entlassen und kehrte mit erheblichen Gesundheitsschäden in die Heimat zurück.
Ab 1956 wirkte Felix zu Löwenstein-Wertheim-Rosenberg als Leiter des neuen Heinrich-Pesch-Hauses in Mannheim (seit 1973 in Ludwigshafen am Rhein ansässig). Es war eine Bildungseinrichtung der Jesuiten und diente vornehmlich der politischen Erwachsenenbildung von Arbeitnehmern. 1960 trat er als Redner der Bad Dürkheimer Gespräche bei den Industrieverbänden Neustadt an der Weinstraße auf. Von 1970 bis 1984 lehrte der Geistliche als Referent für Gesellschaft und Politik an der katholischen Akademie Stuttgart-Hohenheim, 1979 zeichnete man ihn mit dem Verdienstorden des Landes Baden-Württemberg aus.
Pater zu Löwenstein lebte zuletzt in München und wurde auf dem Jesuitenfriedhof Pullach beigesetzt.

### Tätigkeit als Autor
Er war als Geistlicher stets schriftstellerisch tätig und verfasste eine Vielzahl von Artikeln, oft publiziert in der Zeitschrift Stimmen der Zeit. Als Ausfluss seines Indienaufenthaltes entstand 1958 das Buch Christliche Bilder in altindischer Malerei, 1962 schrieb er in Mannheim einen Kommentar zur neu erschienenen Sozialenzyklika Mater et magistra. Im Schwabenverlag Ellwangen veröffentlichte Pater zu Löwenstein 1983 ein Büchlein über den Jesuiten Philipp Jeningen (1642–1704), im Johannesverlag Leutesdorf 1985 eine Biografie des über Jahrzehnte im kommunistischen Rumänien inhaftierten Odenwälder Jesuiten Otto Canisius Farrenkopf (1888–1967).